# Артур Сержіо Батіста де Соуза
Артур Сержіо Батиста де Соуза (порт. Artur Sérgio Batista de Souza, нар. 5 серпня 1994, Абел-Фігейреду) — бразильський футболіст, захисник «Кешли».

## Ігрова кар'єра
Народився 5 серпня 1994 року в місті Абел-Фігейреду. Розпочав займатись футболом у клубі «ЖВ Лідерал», де звернув на себе увагу скаутів «Інтернасьйонала», куди і перебрався в липні 2013 року. Кілька років потрібні були молодому захиснику на адаптацію, після чого в 2015 році він при головному тренері Дієго Агірре дебютував на професійному рівні за клуб. Під керівництвом цього тренера кар'єра Артура в «Інтері» складалася дуже непогано. Він зміг застовпити за собою місце основного лівого захисника клубу, провівши в бразильській Серії А більше трьох десятків матчів, але після приходу на тренерський місток Аржеліко Фукса, втратив свій статус. Відтоді їздив по орендах — в 2017 році грав за «Понте-Прету» в Серії А, а в першій половині 2018 року виступав за «Греміо Бразіл» і «Крісіуму».
1 серпня 2018 року перейшов на правах вільного агента в полтавську «Ворсклу», підписавши контракт до кінця 2020 року. Дебютував у Прем'єр-лізі 19 серпня 2018 року в матчі з «Маріуполем» (2:1), вийшовши в основному складі і відігравши весь поєдинок. Загалом захисник провів за полтавців 40 матчів у всіх турнірах, відзначився трьома асистами і 30 червня 2020 року покинув команду у статусі вільного агента
16 серпня 2020 року Артур підписав контракт з азербайджанською «Кешлою» до кінця сезону 2020/21.

## Статистика виступів

### Статистика клубних виступів
| Сезон                      | Команда                    | Чемпіонат                  | Чемпіонат | Чемпіонат | Національний кубок | Національний кубок | Національний кубок | Континентальні кубки | Континентальні кубки | Континентальні кубки | Інші змагання | Інші змагання | Інші змагання | Усього | Усього | Усього |
| Сезон                      | Команда                    | Ліга                       | Ігор      | Голів     | Ліга               | Ігор               | Голів              | Ліга                 | Ігор                 | Голів                | Ліга          | Ігор          | Голів         | Ігор   | Голів  |        |
| -------------------------- | -------------------------- | -------------------------- | --------- | --------- | ------------------ | ------------------ | ------------------ | -------------------- | -------------------- | -------------------- | ------------- | ------------- | ------------- | ------ | ------ | ------ |
| 2015                       | «Інтернасьйонал»           | ЛГ+A                       | 0+13      | 0         | КБ                 | 1                  | 0                  |                      | -                    | -                    |               | -             | -             | 14     | 0      |        |
| 2016                       | «Інтернасьйонал»           | ЛГ+A                       | 17+20     | 1+0       | КБ                 | 2                  | 0                  |                      | -                    | -                    | ПЛ            | 4             | 0             | 43     | 1      |        |
| Усього за «Інтернасьйонал» | Усього за «Інтернасьйонал» | Усього за «Інтернасьйонал» | 50        | 1         |                    | 3                  | 0                  |                      | -                    | -                    |               | 4             | 0             | 57     | 1      |        |
| 2017                       | «Понте-Прета»              | ЛП+A                       | 9+1       | 0         | КБ                 | 0                  | 0                  | СА                   | 1                    | 0                    |               | -             | -             | 11     | 0      |        |
| Усього за кар'єру          | Усього за кар'єру          | Усього за кар'єру          | 60        | 1         |                    | 3                  | 0                  |                      | 1                    | 0                    |               | 4             | 0             | 68     | 1      |        |